# Шадрино (Удмуртия)
Шадрино — село в Сарапульском районе Удмуртии, центр сельского поселения Шадринское

## Население
| 1710 | 1772 | 2010 | 2012 |
| ---- | ---- | ---- | ---- |
| 58   | ↗339 | ↗670 | ↗685 |

## Инфраструктура
В деревне имеются средняя и начальная школы, два детских сада, фельдшерско-акушерский пункт, почтовое отделение, клуб, библиотека, действует церковь Флора и Лавра.